# Ezkaton
 (octobre 2017).
Si vous disposez d'ouvrages ou d'articles de référence ou si vous connaissez des sites web de qualité traitant du thème abordé ici, merci de compléter l'article en donnant les références utiles à sa vérifiabilité et en les liant à la section « Notes et références ».
Albums de Behemoth
At the Arena ov Aion – Live Apostasy
(2008) Evangelion
(2009)
Ezkaton est le sixième EP du groupe de black metal polonais Behemoth. L'album est sorti le 11 novembre 2008 sous le label Metal Blade Records.
L'EP est composé d'un nouveau titre, d'un titre refait, de deux reprises et de trois titres live.

## Musiciens
- Adam "Nergal" Darski - chant, guitare, synthétiseur
- Tomasz "Orion" Wróblewski - basse
- Patryk Dominik "Seth" Sztyber - guitare
- Zbigniew Robert "Inferno" Promiński - batterie

## Liste des titres
| No | Titre                                   | Durée |
| -- | --------------------------------------- | ----- |
| 1. | Chant for Ezkaton 2000 e.v.             | 5:11  |
| 2. | Qadosh                                  | 4:58  |
| 3. | Jama Pekel (reprise de Master's Hammer) | 3:59  |
| 4. | I'm Not Jesus (reprise de Ramones)      | 2:41  |
| 5. | From the Pagan Vastlands (live)         | 3:01  |
| 6. | Decade ov Therion (live)                | 2:56  |
| 7. | Chant for Ezkaton 2000 e.v. (live)      | 5:07  |